# Berstett (Adelsgeschlecht)

Wappen derer von Berstett

Die Freiherren von Berstett waren ein zum Uradel gerechnetes elsässisches Adelsgeschlecht mit gleichnamigem Stammhaus bei Straßburg. 

## Geschichte
Der Name erscheint urkundlich erstmals 1120 mit Wino de Berstedden. Die Berstett zählten auch zum Patriziat von Straßburg, wo sie mehrfach das Amt des Stettmeisters bekleideten. 1680 zählten sie mit einem Besitz von fünf Sechsteln an Berstett sowie einem Sechstel von Hipsheim und Olwisheim zum Direktorium der Reichsritterschaft im Unterelsass. Da sie auch ein Drittel von Schmieheim besaßen, waren sie auch bei der Ortenauer Reichsritterschaft im Schwäbischen Ritterkreis immatrikuliert. Die Familie starb 1893 im Mannesstamm aus, die letzte weibliche Nachfahrin verstarb 1974.

## Wappen
Das Wappen zeigt in Silber einen zweischweifigen schwarzen Löwen. Auf dem Helm mit schwarz-silbernen Helmdecken der Löwe wachsend, am Rücken mit drei silbernen Kugeln besteckt. 
Die Berstett sind eines Stammes und Wappens mit den von Kuenheim.

## Bedeutende Angehörige
- Philipp Jakob Reinhard von Berstett (1744–1814), letzter Präsident der Reichsritterschaft in der Ortenau
- Wilhelm Ludwig Leopold Reinhard von Berstett (1769–1837), badischer Minister
- Christian Jakob August von Berstett (1773–1860), Begründer der Numismatik am Oberrhein
- Marie Luise Kaschnitz (1901–1974) geb. von Holzing-Berstett